# Gertrudis Anglesola
Gertrudis Anglesola (1641-1727) fou una monja del monestir de Gratia Dei o Monestir de la Saïdia, on va ingressar, en quedar òrfena de ben petita, per desig del seu avi, el qual va encarregar Guiomar d'Anglesola, sa germana, que la cuidés i eduqués. Malgrat l'oposició d'algunes monges, que temien les seves visions místiques, va professar l'any 1667, i després d'ocupar diversos càrrecs va arribar a ser abadessa del monestir el 1709.
Aleshores, seguint els consells del seu confessor Josep de San Juan de Mata, va iniciar una autobiografia espiritual on narra tant la seva vida quotidiana com els seus pensaments. Aquest document va servir de base per a una biografia posterior, escrita per José Vicente Ortí, titulada Vida, virtudes y prodigios de la venerable señora doña Gertrudis de Anglesola i publicada l'any 1743.
Quan va morir, les seves restes van ser enterrades en una arqueta de fusta al cor de l'església del monestir.